# فيسنتي أغيلار كارمونا
فيسنتي أغيلار كارمونا (بالإسبانية: Vicente Aguilar Carmona)‏ هو لاعب كرة قدم إسباني، ولد في 10 أبريل 1970 في بلنسية في إسبانيا.

## روابط خارجية
- فيسنتي أغيلار كارمونا على موقع اللجنة البارالمبية الإسبانية (الإسبانية)